# Blickwinkel

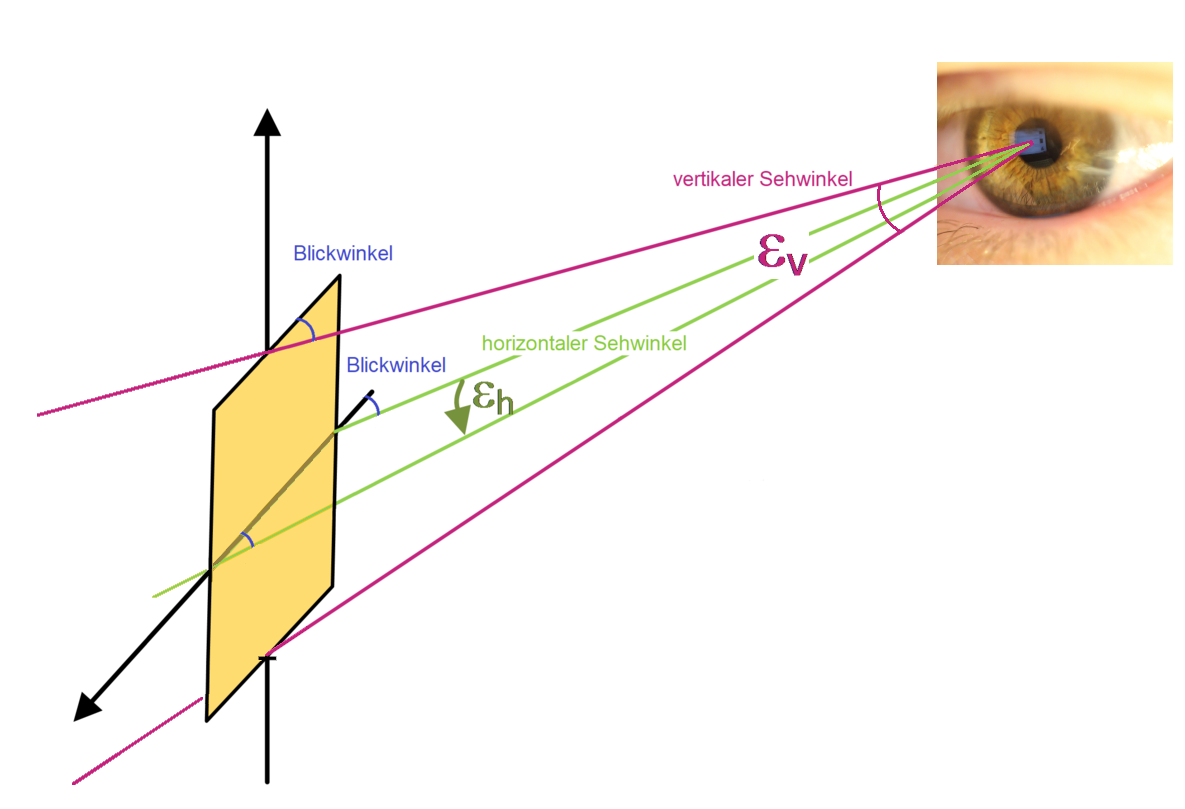
Blick auf eine Fläche

Der Blickwinkel bezeichnet die Perspektive, unter der bestimmte Dinge betrachtet werden bzw. die Sehrichtung, die sich von einem bestimmten Standpunkt aus ergibt. Der Begriff Blickwinkel (engl. viewing angle) wird im Deutschen in mehreren Bedeutungen verwendet:
- Eine umgangssprachliche Bezeichnung für die Sehrichtung auf ein visuelles Ziel
- Der Winkel zwischen einer Fläche und davon ausgehend ins Auge einfallenden Lichtstrahlen
- Die Auslenkung der Augäpfel beim Überschauen eines Blickfelds
- Im übertragenen Sinne: Betrachtung eines Themas von einem bestimmten Standpunkt aus

## Begriffsunterscheidungen
Der Blickwinkel ist abhängig von der Position des Auges bzw. des Betrachters im Verhältnis zu den betrachteten Punkten einer Fläche oder eines Gegenstands. Vom Sehwinkel unterscheidet er sich dadurch, dass Letzterer seinen Winkelscheitel am Auge hat und nicht am Gegenstand. Der Blickwinkel ist vom Bildwinkel in der Fotografie zu unterscheiden, der durch die Ränder des Aufnahmeformats begrenzt wird.

## Flachbildschirm
Manchmal wird der Blickwinkel auch als Sichtwinkel oder Betrachtungswinkel bezeichnet, der den Grenzwinkel zur Zentralachse definieren soll, unter welchem ein Flüssigkristallbildschirm noch betrachtet (d. h. gut abgelesen) werden kann. Häufig wird dieser Grenzwert durch eine Unterschreitung des Kontrastverhältnisses von 10:1 definiert, obwohl auch andere Grenzwerte oder auch Farbverfälschungen durchaus Grund für eine entsprechende Einschränkung sein könnten. Wünschenswert sind hohe Werte von 178° oder ±89°. Dieser Blickwinkel ist technisch begründet nicht nur in horizontaler und vertikaler Richtung unterschiedlich, sondern insgesamt eine Funktion des Azimutwinkels der Betrachtungsrichtung.
Nach ISO 13406-2 ist der Blickwinkel der Winkel zwischen der Frankfurter Horizontalen und der Ebene, die durch die Pupillen und den visuellen Fixierpunkt auf einer Anzeige gebildet wird (ISO13406-2 3.3.6).
Im Bereich der visuellen Anzeigen (engl. visual displays) werden die Betrachtungsbedingungen durch die Betrachtungsrichtung oder die Sehrichtung angegeben. Dies ist die Richtung zwischen einem visuellen Fixierpunkt auf der Anzeige und einem als einäugig angenommenen Beobachter.
Der Bereich von Richtungen, innerhalb dessen die Leistungsfähigkeit einer Anzeige gewisse (anwendungsabhängige) Forderungen erfüllt (z. B. Mindestkontrast, Mindestleuchtdichte, Farbkonstanz usw.) wird durch den Sehrichtungsbereich oder Betrachtungsrichtungsbereich (engl. viewing cone) angegeben. Die Seh- oder Betrachtungsrichtung wird durch zwei polare Winkel angegeben, den Neigungswinkel Theta (bezüglich der Flächennormalen durch den visuellen Fixierpunkt auf der Anzeige) und den Azimutwinkel Phi (bezüglich einer Bezugsachse in der Anzeigenfläche, oft die Horizontale).